# Coomalie
Coomalie är en kommun i Australien. Den ligger i territoriet Northern Territory, omkring 70 kilometer söder om territoriets huvudstad Darwin. Antalet invånare var 1 319 vid folkräkningen 2016.
Följande samhällen finns i Coomalie:
- Adelaide River